# Allentonský hroch

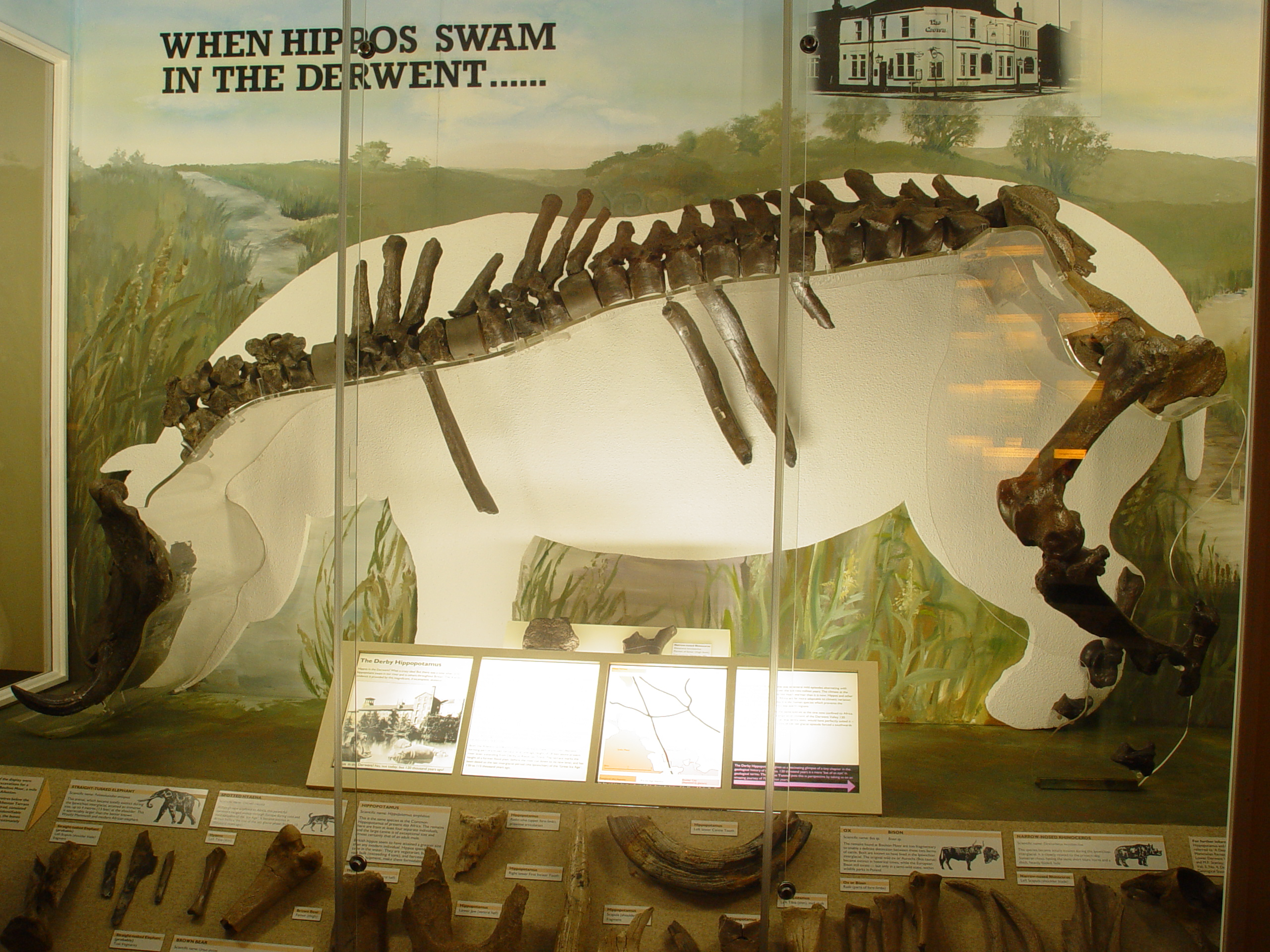
Allentonský hroch v Derbském muzeu a umělecké galerii

Allentonský hroch (anglicky Allenton Hippo nebo Allenton hippopotamus) je označení pro neúplnou kostru hrocha obojživelného (Hippopotamus amphibius), která byla v roce 1895 nalezena v Allentonu, anglické vesnici, jež je dnes součástí města Derby v hrabství Derbyshire. Kostra, která má délku přibližně tři metry (9,8 stopy), je v současnosti vystavena v Derbském muzeu a umělecké galerii. Navíc je nedaleko místa, kde byla kdysi nalezena, dnes k oslavě události umístěna socha.

## Historie

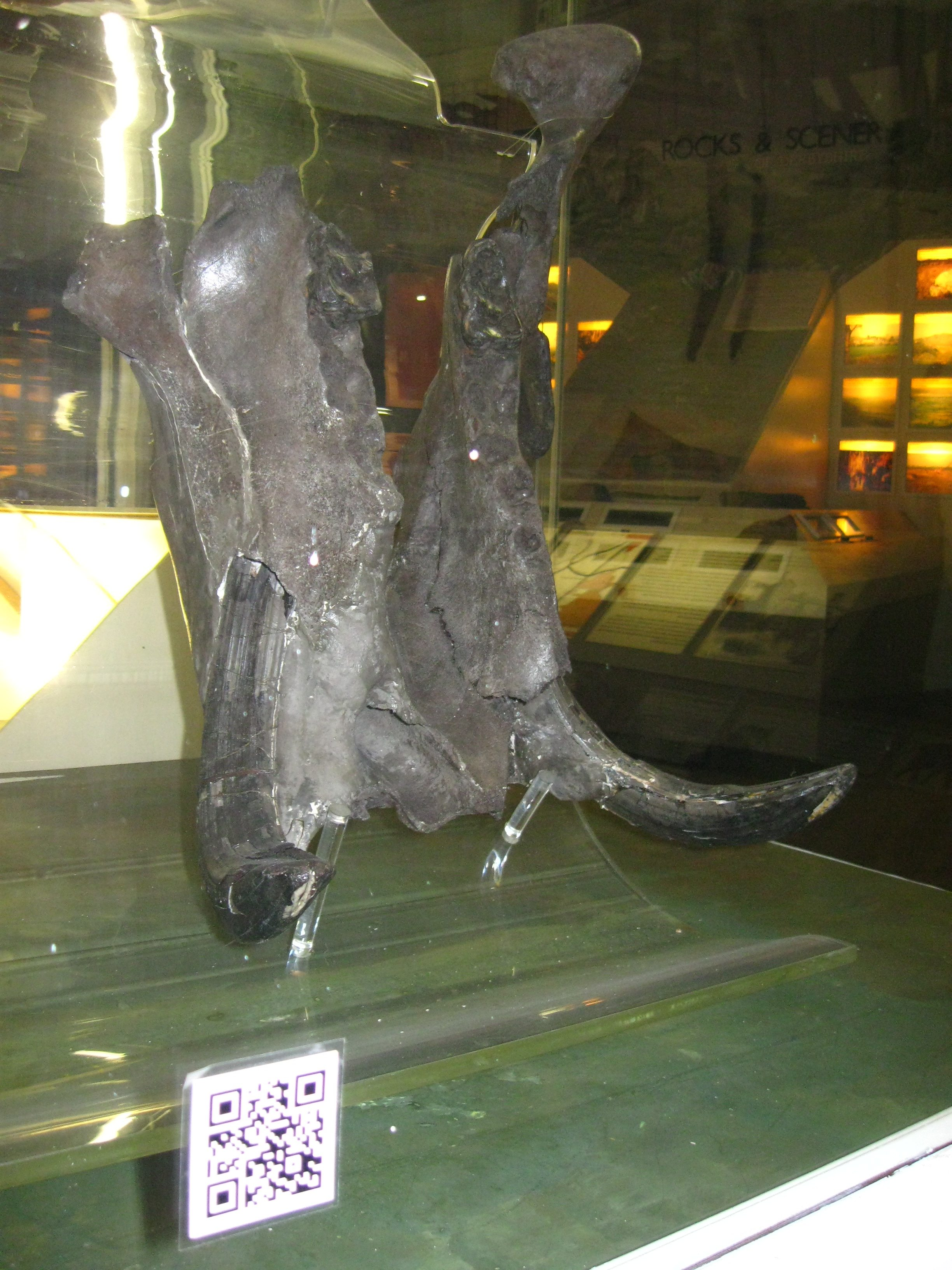
Spodní čelist Allentonského hrocha

Dnešní předměstí Derby pojmenované Allenton bývalo kdysi samostatnou vesničkou, která byla od města samotného vzdálena pět kilometrů. V této vesnici bylo březnu roku 1895 v tamější Crown Inn započato s kopáním nové studny. Práce se ovšem záhy zastavila, když kopáči narazili nejdříve na silný zápach a posléze na veliké a neobvyklé kosterní pozůstatky. Nalezlo se několik vlivných osobností, které se dohodly, že zaplatí další zkoumání těchto kostí, a také bylo dohodnuto, že výsledky nálezů budou sdíleny s veřejností. Díra byla dále rozšiřována, až měla plochu čtyř a půl čtverečního metru (48 čtverečních stop). Její hloubka nebyla zřejmá, protože voda vystoupala až do výšky 1,8 metru (tedy šesti stop) od povrchu. Byly tedy obstarány pumpy a muži, kteří by je obsluhovali a voda byla odčerpávána, aby práce mohly pokračovat. Podrobné zdokumentování prací provedli H. H. Bemrose a R.M. Deeley, kteří byli kopání přítomni a později své vzpomínky zapsali. Podle dohody uzavřené na počátku kopání sponzory byly po vykopání kosti předány do Derbského muzea, které tehdy bylo v provozu již šestnáct let.

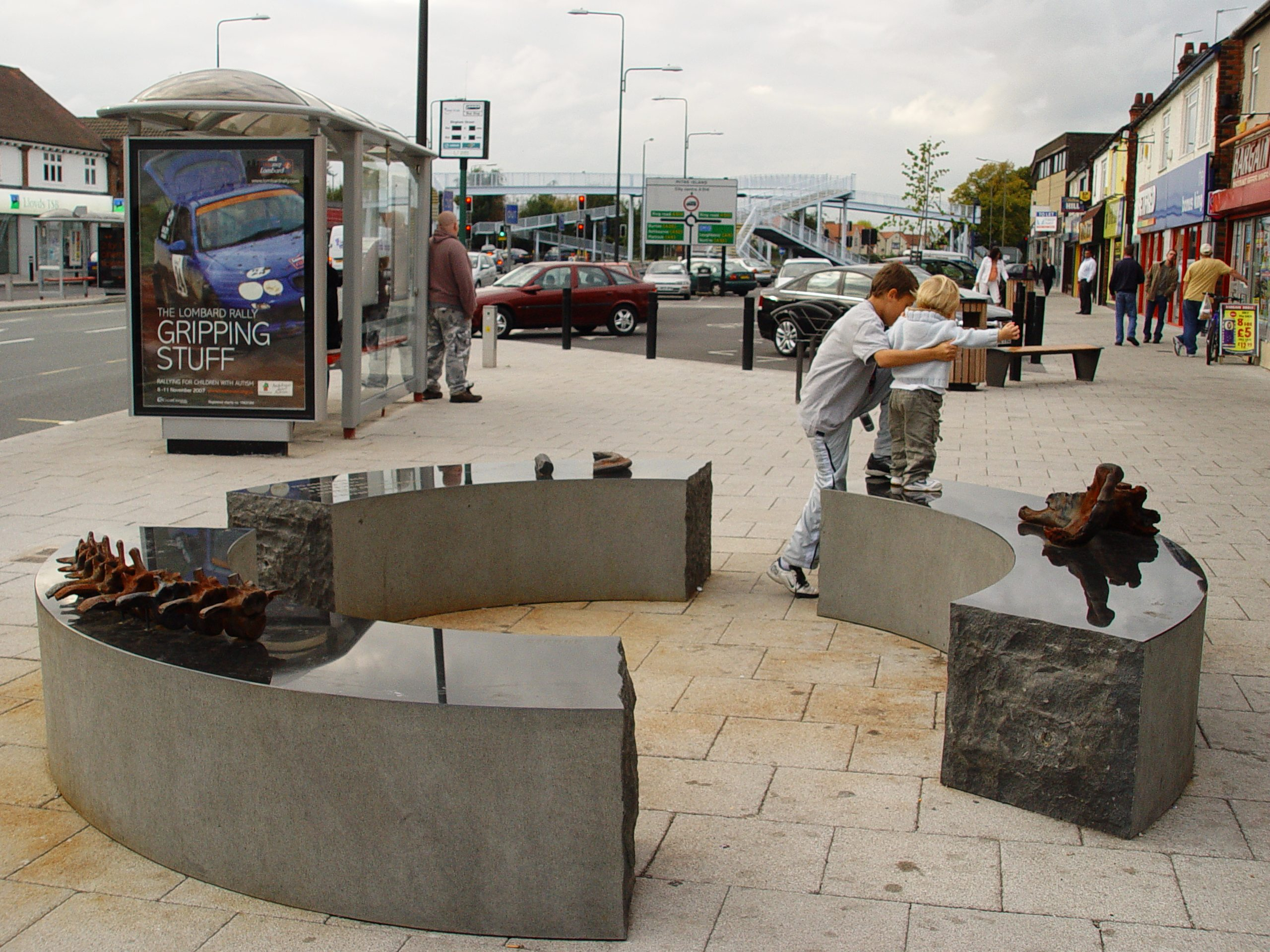
Socha připomínající nález Allentonského hrocha

Postupně se podařilo nalézt celkem 127 kostí, z nichž naprostá většina pocházela z hrošího těla, ale několik jich bylo též sloních a několik z nosorožce. Arnold Bemrose z nálezu těchto kostí vyvodil, že se jedná o podpůrný důkaz pro teorii, že Velká Británie byla kdysi propojena s pevninskou Evropou, což bylo zřejmě to nejprostší vysvětlení pro otázku, jak je možné, že lze takové kosti najít v Anglii.
Allentonský hroch, stejně jako zbylé zvířecí vykopávky z Boultonského vřesoviště, pochází ze stejné vrstvy, známé jako Allenton Terrace. Jedná se o ložisko říčního štěrku ve výšce přibližně 6 metrů (20 stop) nad současnou hladinou řeky Derwent. K jejich uložení došlo podle měření zhruba před sto dvaceti tisíci let v takzvané eemské době meziledové. Z přítomnosti hroší kostry lze usuzovat, že tehdejší klima v regionu bylo výrazně teplejší než dnešní. V zimě zde jistě nedocházelo k dlouhým obdobím mrazů a průměrná letní teplota překračovala hodnotu osmnácti stupňů Celsia.

## Pozdější vývoj
V červenci 1973 došlo v lokalitě k nalezení dalších vykopávek — dělníci našli nové úlomky kostí během zemních prací v blízkosti Boultonského vřesoviště. Při výkopu pro kanalizaci byly nalezeny části kostry medvěda, jelena, býka i další kosti hrocha, slona a nosorožce. Jednalo se vždy jen o pár kostí – nejvýraznějším prvkem byla zřejmě část chrupu nosorožce, největší nalezená v Británii. Některé z těchto kostí jsou stejně jako Allentonský hroch k vidění v Derbském muzeum a galerii.

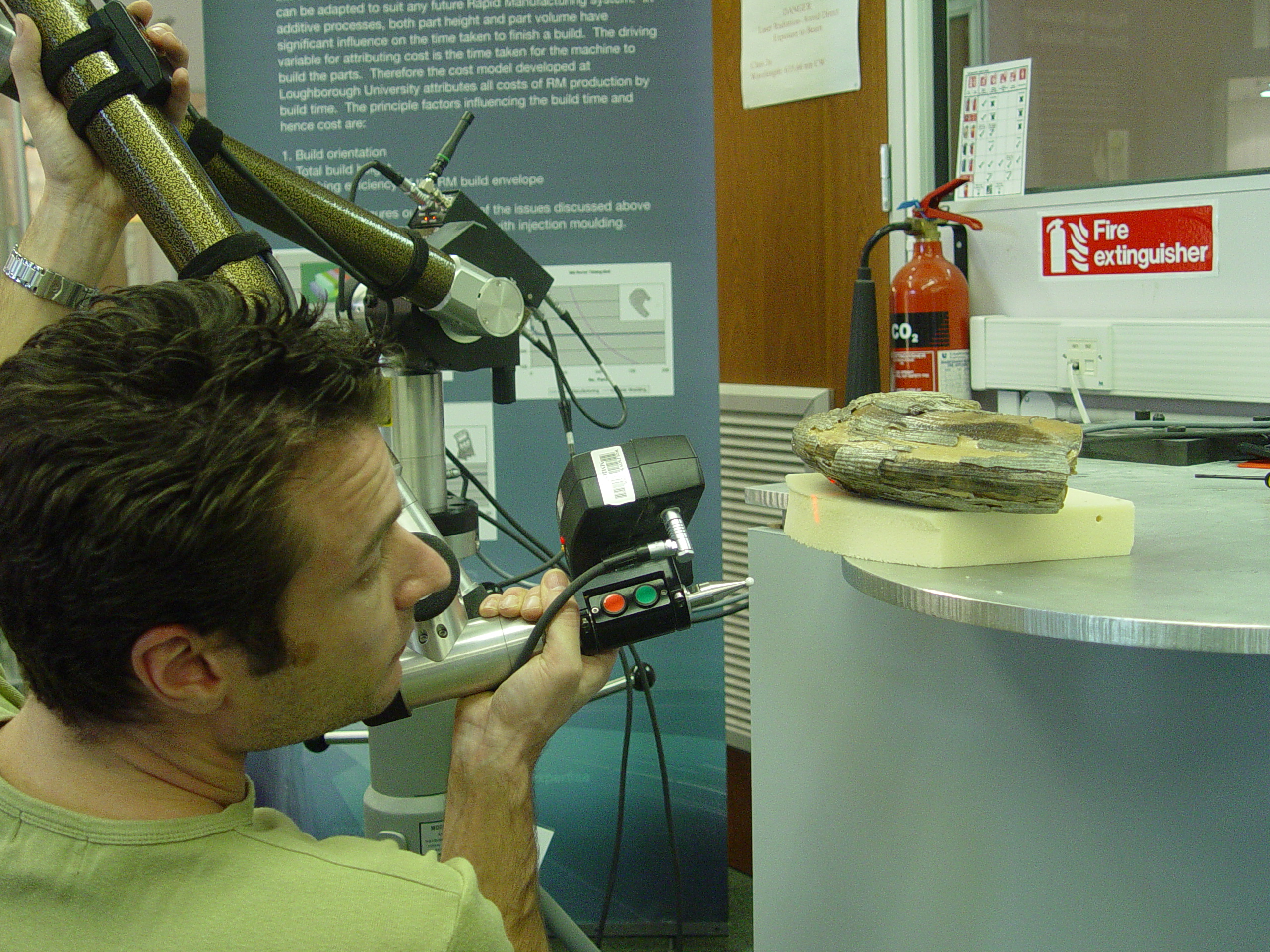
Snímání podoby kostí na Loughborough University

V roce 2006 byl objednán Michael Dan Archer, aby vytvořil pro předměstí Allenton nějakou sochu. Z diskusí v komunitě vyplynulo přání, aby socha odrážela něco z historie lokality. Archerovův výtvor je tak nakonec tvořen z třikrát přerušeného kruhového bloku z černé žuly, který má výšku ideální k posezení. Na horní ploše jsou ovšem vystaveny napodobeniny nalezených hroších kostí, odlité z železa. S výjimkou dolní čelisti, která byla vytvořena z jílové formy, byly odlitky vyrobeny pomocí moderních technologií použitím 3D modelu. Za tímto účelem muzeum kosti zapůjčilo do Loughborough University, kde byly pomocí laseru vyrobeny v paměti počítače přesné 3D modely. Z těchto modelů pak byly teprve vyrobeny Archerem určené železné odlitky.